# DemoRazza
Die Generaldirektion für Demografie und Rasse (italienisch :  Direzione generale per la Demografia e la Razza) kurz DemoRazza war die zentrale Schaltstelle der faschistischen italienischen Rassenpolitik. Sie wurde im Juli 1938 im italienischen Innenministerium aus der vormaligen Direktion für Demografie kurz nach der Veröffentlichung des Manifest der rassistischen Wissenschaftler gebildet. Ihre neue Divisione Razza (Rassenabteilung) wurde mit der Erarbeitung  und Durchsetzung der italienischen Rassengesetzgebung samt Ausführungsbestimmungen befasst. Die traditionellen Aufgaben der Divisione Demografica (Demographieabteilung) und der Divisione Premi (Prämienabteilung zur Geburtenförderung) traten in den Hintergrund.

## Institutionelle Aspekte
Die Generaldirektoren der DemoRazza Antonio De Pera bis Sommer 1942 gefolgt von Lorenzo La Via unterstanden Guido Buffarini Guidi bis Februar 1943 und dann Umberto Albini jeweils in Vertretung des nominellen Innenminister Mussolini.
Die Rassenabteilung umfasste etwa vierzig Mitarbeiter, die zahlenmäßig eher Karrierebeamte als ideologische Antisemiten waren. Ihnen oblag die Überwachung, Auslegung und Umsetzung der italienischen Rassengesetze und die Unterstützung der Rassenpolitik, wobei sie auf die Zusammenarbeit mit den lokalen Polizeibehörden (Questura) und den Präfekturen angewiesen waren. Das Fehlen einer größeren streng antisemitisch durchdrungenen Verwaltungseinheit stellte einen großen Unterschied zum antisemitischen Modell der deutschen SS und ähnlicher Gruppen in anderen Ländern dar. Auch war der italienische Faschismus unter Führung des Duce Mussolini durch den verbleibenden Einfluss der römisch-katholischen Kirche und des Königs Viktor Emanuel III. weniger totalitär als Deutschland unter Hitler oder die Sowjetunion unter Stalin. Die DemoRazza konnte sich so häufiger nicht gegen die Zurückhaltung und Widerstände mancher Ministerien und lokaler Behörden durchsetzen. Das ließ die italienische Rassengesetzgebung im internationalen Vergleich fälschlich als weniger streng erscheinen.
Das von Mussolini und Guido Buffarini Guidi maßgeblich beeinflusste zentrale Rassengesetz vom 17. November 1938 über Maßnahmen zur Verteidigung der italienischen Rasse verfolgte bei der Definition der Juden konkurrierende Ziele, ließ Zweifelsfälle bei der Rassenbestimmung, offerierte die Arisierung von Personen durch ein Rassengericht (Tribunale della Razza) und sah zahlreiche Übergangsregelungen für verdienstvolle Juden (discriminazione) vor. Das schuf Regelungsbedarf und Verschärfungsmöglichkeiten auf der administrativen Ebene. Der Katalog an Gesetzen und Verordnungen wurde bis 1943 fast im Wochentakt erweitert.
Am 15. März 1944 wurde Giovanni Preziosi Generalinspektor für Rassenangelegenheiten (Ispettore Generale per la Razza) der Italienischen Sozialrepublik mit einem eigenen Rassenbüro mit Sitz in Desenzano del Garda.
Am 16. April 1944 wurde die DemoRazza ihrer nicht-demographischen Kompetenzen entkleidet und in Generaldirektion für Demografie umbenannt.

## Maßnahmen

### Judenzählung
Noch im August 1938 erfolgte die Judenerfassung in zwei Schritten. Zuerst wurde durch die Sammlung alter und aktueller Mitgliederlisten jüdischer Organisationen ein eher religiös-kulturell definiertes Judentum erfasst. Zusätzlich ließ die DemoRazza die Provinzpräfekturen bis zum 22. August 1938 alle rassischen Juden auflisten. Im Ergebnis wurde die Zahl von 47.252 Juden italienischer Staatsangehörigkeit und 10.173 ausländischer Juden bei einer italienischen Gesamtbevölkerung von 45 Millionen Einwohnern ermittelt.

### Internierung und Arbeitsdienst
Die DemoRazza hatte bei Kriegsbeginn laut Situationsbericht vom 9. Februar 1940 über 10.000 Gesuche von staatenlosen oder ausländischen Juden um weiteres Verbleiben in Italien vorliegen, von denen nur etwa 2.000 abgeschlossen waren. Diese ausländischen Juden wurden wie die Angehörigen von Feindstaaten in das Internierungskonzept einbezogen. Am 11. Mai 1942 wurde mit DemoRazza-Zirkular 31999 die Einführung des obligatorischen Arbeitsdienstes für alle Juden im Alter von 18 bis 55 Jahren angeordnet. Die Umsetzung scheiterte daran, dass diese Arbeitskräfte nicht wirklich brauchbar und rentabel waren und ein Masseneinsatz wie im deutschen Zwangssystem zahlenmäßig nicht möglich war.